# Kara no Kyōkai
Kara no Kyōkai (空の境界 n.đ. 'Cảnh giới khoảng không') và đôi lúc được gọi bằng Rakkyo (らっきょ), là loạt light novel tiếng Nhật của tác giả Nasu Kinoko và minh họa bởi Takeuchi Takashi - hai người sáng lập của Type-Moon. Ban đầu, bộ tiểu thuyết này ra mắt trực tuyến với các chuơng riêng lẻ hoặc tại Comiket từ tháng 10 năm 1998 đến tháng 8 năm 1999, các chương này sau đó được Kodansha phát hành lại trong 2 volumes vào năm 2004, và lại tái bản trong 3 volumes vào giữa năm 2007 và 2008. Ufotable chuyển thể bộ truyện thành 7 tập phim anime từ năm 2007 đến 2009, và một tập OVA năm 2011. Tập cuối phim được sản xuất và công chiếu vào năm 2013. Một manga chuyển thể của tiểu thuyết này do Sphere Tenku minh họa bắt đầu xuất bản từ tháng 9 năm 2010 trong tạp chí trực tuyến Saizensen của Seikaisha.

## Cốt truyện

### Bối cảnh
Diễn ra hầu hết tại Nhật Bản vào cuối thập niên 90, truyện xoay quanh truyền nhân của gia tộc Ryōgi là Ryōgi Shiki, và mối quan hệ của cô với cậu bạn cùng lớp, Kokutō Mikiya.
Cả light novel và phim đều sắp xếp theo trật tự phi tuyến tính, với mỗi chương truyện/tập phim là một phần trong tổng thể câu chuyện.
Truyện đề cập đến những hiện tượng siêu linh và các chủ đề người lớn như tự sát, hiếp dâm, thân sinh sát, loạn luân và giết người. Truyền thuyết và câu chuyện trong tiểu thuyết lấy cảm hứng từ nhiều học thuyết tôn giáo và khái niệm tâm lý khác nhau như là đa nhân cách; Anima và animus; bản chất của tội lỗi; sự sống, cái chết và đầu thai; cùng với đặc tính nghịch lý của Thái cực.
Kara no Kyōkai xảy ra ở một thế giới song song với Tsukihime và Fate/stay night; nơi mà truyện vừa đóng vai trò là một bản nguyên mẫu đồng thời cũng giới thiệu nhiều khái niệm phổ biến trong cả 2 loạt truyện kia. Cụ thể, nhân vật chính, Ryōgi Shiki, sở hữu cùng năng lực với nhân vật chính trong Tsukihime, Tōno Shiki.  chị của Aozaki Aoko là Aozaki Tōko, được đề cập sơ qua trong Tsukihime, cũng xuất hiện trong bộ tiểu thuyết này.
Là một trong các tác phẩm đầu tay của Nasu Kinoko, truyện giới thiệu một phần các khác niệm cơ bản nhất trong vũ trụ của các tác phẩm Type-Moon, bao gồm linh hồn, Akashic Record/Nguồn gốc, Kháng Lực, Phép thuật, Magecraft, và Mystic Eyes.

### Kịch bản
Kara no Kyōkai kể về Ryōgi Shiki, một cô gái tuổi teen được nuôi dưỡng để trở thành thợ săn quỷ, người đã khơi dậy sức mạnh "Trực tử Ma Nhãn" (直死の魔眼, Chokushi no Magan, n.đ. '"Con mắt ma thuật nhìn thấy cái chết trực diện"') sau khi sống sót qua một tai nạn chết người. Truyện cũng xoay quanh những nỗ lực không gì lay chuyển được của Kokutō Mikiya để kết thân với cô lúc cả hai còn là học sinh cấp ba cùng những cuộc phiêu lưu của họ sau này khi đương đầu với các vụ án siêu nhiên dưới danh nghĩa điều tra viên từ văn phòng thám tử, Garan no Dou, của Aozaki Tōko.

## Nhân vật
Ryōgi Shiki (両儀 式)
Nhân vật nữ chính của truyện, người sở hữu năng lực "Trực tử Ma Nhãn".
Kokutō Mikiya (黒桐 幹也)
Là "người đặc biệt" của Shiki và sau này là chồng của cô. Cậu là người mà 2 năm trước đã hứa cùng vào đại học với Shiki.
Kokutō Azaka (黒桐 鮮花)
Là em gái của Mikiya và cũng dành tình cảm đặc biệt cho cậu. Cô trở thành học trò của Tōko để đối đầu với "tình địch" của mình là Shiki. Cô bộc lộ năng khiếu của mình trong phép thuật với lửa.
Aozaki Tōko (蒼崎 橙子)
Xuất hiện với tư cách là một người làm con rối, Tōko là một pháp sư quyền năng.

## Truyền thông

### Tiểu thuyết
Kara no Kyōkai khởi đầu vào tháng 10 năm 1998 với loạt 5 chương truyện đăng trên website dōjin của Nasu và Takeuchi, Takebōki (竹箒), với 2 chương cuối ra mắt tại Comiket 56 tháng 8 năm 1999. Nasu và Takeuchi sau này thành lập Type-Moon, và vào năm 2011, có đề cập đến một phần của quyển sách trong fandisk Tsukihime năm 2001 của mình, Tsukihime PLUS-DISC, điều đã góp phần đáng kể giúp Kara no Kyōkai được nhiều người biết đến, dẫn đến việc phát hành bản dōjinshi của truyện tại Comiket 61 vào ngày 30 tháng 12 năm 2001. Ngày 6 tháng 8 năm 2004, Kodansha phát hành bản thương mại của truyện, sau này trở nên cực kỳ nổi tiếng, cùng 5.000 bản giới hạn đặc biệt của tiểu thuyết được bán hết gần như ngay lập tức sau khi ra mắt. Cả hai phiên bản của Kara no Kyōkai tổng cộng đã bán được hơn 500.000 bản copy. Năm 2009, Del Rey Manga thông báo về việc xuất bản tiểu thuyết Kara no Kyōkai. Tin này được xác nhận trong số đầu tiên tạp chí Faust của Del Rey. Tuy nhiên, Del Rey ngừng hoạt động trước khi điều này xảy ra.
| # | Nhan đề                                                                     | Phát hành ja | Phát hành tiếng Anh                                                        |
| - | --------------------------------------------------------------------------- | ------------ | -------------------------------------------------------------------------- |
| 1 | Fukan Fūkei Thanatos. 俯瞰風景 Thanatos.                                    | —            | A View from Above Faust Vol. 1, ngày 19 tháng 8 năm 2008 978-0-345-50206-3 |
| 2 | Satsujin Kōsatsu (Zen) …and nothing heart. 殺人考察(前) …and nothing heart. | —            | —                                                                          |
| 3 | Tsūkaku Zanryū ever cry, never life. 痛覚残留 ever cry, never life.         | —            | —                                                                          |
| 4 | Garan no Dō garan-no-dou. 伽藍の洞 garan-no-dou.                            | —            | —                                                                          |
|   | Kyōkai Shiki 境界式                                                         | —            | —                                                                          |
| 5 | Mujun Rasen Paradox Paradigm. 矛盾螺旋 Paradox Paradigm.                    | —            | —                                                                          |
| 6 | Bōkyaku Rokuon Fairy Tale. 忘却録音 Fairy Tale.                             | —            | —                                                                          |
|   | Kyōkai Shiki 境界式                                                         | —            | —                                                                          |
| 7 | Satsujin Kōsatsu (Go) …not nothing heart. 殺人考察(後) …not nothing heart.  | —            | —                                                                          |
|   | Kara no Kyōkai 空の境界                                                     | —            | —                                                                          |
| 8 | Mirai Fukuin recalled out summer 未来福音 recalled out summer               | —            | —                                                                          |
|   | Shūmatsu Rokuon the Garden of oblivion 終末録音 the Garden of oblivion      | —            | —                                                                          |

### Drama CD
Vào tháng 9 năm 2002, một drama CD dựa theo bộ truyện được ra mắt.

### Phim anime
Tiểu thuyết được chuyển thể thành loạt phim anime, chia thành 7 chương, do hãng phim ufotable sản xuất. Chương đầu tiên, tựa Fukan Fūkei (俯瞰風景), công chiếu tại các rạp ở Nhật vào ngày 1 tháng 12 năm 2007, cùng các chương 2/3/4/5/6 và 7, Satsujin Kōsatsu (Zen) (殺人考察(前)), Tsūkaku Zanryū (痛覚残留), Garan no Dō (伽藍の洞), Mujun Rasen (矛盾螺旋), Bōkyaku Rokuon (忘却録音), Satsujin Kōsatsu (Go) (殺人考察(後)) lần lượt ra mắt sau đó vào các ngày 29 tháng 12 năm 2007, kế tiếp là 26 tháng 1 năm 2008, 24 tháng 5 năm 2008, 16 tháng 8 năm 2008, 20 tháng 12 năm 2008, và 8 tháng 8 năm 2009. Một phim tổng kết cho 6 phần trước cùng vài phân cảnh mới ra mắt ngày 14 tháng 3 năm 2009, để chuẩn bị cho phần cuối cùng của loạt phim. Song song với đó, các quyển tiểu thuyết cũng được tái bản, thành 3 volume cùng phần minh họa mới. Phần thứ 5 của phim công chiếu ở Bắc Mỹ vào ngày 22 tháng 5 năm 2009 tại hội chợ Anime Boston.
Loạt phim phát hành bản Blu-ray với một chương mới, Gekijō-ban Kara no Kyōkai Shūshō, cùng phụ đề tiếng Nhật và tiếng Anh. Bản DVD của chương này ra mắt vào ngày 2 tháng 2 năm 2011. Aniplex of America phát hành bộ box set Blu-ray vào ngày 8 tháng 2 năm 2011. Bộ box set này bán hết ngay lập tức và chưa hề được phát hành lại từ lúc đó. Tuy nhiên, các tập phim lẻ được cho thuê trên PlayStation Network đếng giữa năm 2012. Một bộ box set mới cho bản DVD giới hạn số lượng ra mắt vào cuối 2012. Trong khi đó, Madman Entertainment phát hành bộ box set bản DVD giới hạn số lượng vào tháng 10 năm 2013.
Bản 3D của phim Kara no Kyoukai đầu tiên với tựa Kara no Kyoukai: Fukan Fuukei 3D (空の境界 俯瞰風景 3D) công chiếu vào tháng 7 năm 2013.
Phim thứ 8, Kara no Kyōkai: Mirai Fukuin (空の境界 未来福音), được ra mắt vào tháng 9 năm 2013 và thu về khoảng 1.710.413 USD tính đến ngày 20 tháng 10 cùng năm. Aniplex of America phát hành Mirai Fukuin (phụ đề -recalled out summer-) và Mirai Fukuin – Extra Chorus trên định dạng Blu-ray vào cuối tháng 4 năm 2015. Aniplex còn ra mắt bản tiếng Nhật của cả 7 tập phim Kara no Kyoukai bằng đĩa Blu-ray vào tháng 11 năm 2015.

#### Phát hành
- Kara no Kyōkai Dai-Isshō: Fukan Fūkei (2007 (gốc) / 2013 (bản 3D))
- Kara no Kyōkai Dai-Nishō: Satsujin Kōsatsu (Zen) (2007)
- Kara no Kyōkai Dai-Sanshō: Tsūkaku Zanryū (2008)
- Kara no Kyōkai Dai-Yonshō: Garan no Dō (2008)
- Kara no Kyōkai Dai-Goshō: Mujun Rasen (2008)
- Kara no Kyōkai Dai-Rokushō: Bōkyaku Rokuon (2008)
- Kara no Kyōkai Dai-Nanashō: Satsujin Kōsatsu (Go) (2009)
- Kara no Kyōkai: Mirai Fukuin (2013)

#### Các câu chuyện khác
| # | Tựa đề                                                | Đạo diễn       | Ngày công chiếu chính thức |
| --- | ----------------------------------------------------- | -------------- | -------------------------- |
| Remix |                                                       | Nhiều đạo diễn | ngày 14 tháng 3 năm 2009   |
| Timeline: tháng 8 năm 1995 – tháng 1 năm 1999 Tập phim này tổng hợp các tình tiết quan trọng từ 6 phim trước đó. Phim dài 1 tiếng và được sắp xếp lại theo trình tự thời gian, bắt đầu với tập phim thứ 2, kế tiếp lần lượt là 4-3-1-5 và 6. Phim lồng ghép các cảnh có sẵn, cộng thêm một vài cảnh mới. |                                                       |                |                            |
| OVA |                                                       | Hikaru Kondo   | ngày 8 tháng 2 năm 2011    |
| Timeline: tháng 3 năm 1999 Mikiya gặp Shiki ở cùng nơi cậu gặp cô lần đầu, lần này có tuyết rơi. Họ nói chuyện, và trong cuộc trò chuyện đó, Mikiya phát hiện ra là mình đang nói chuyện với Shiki Ryogi, thể xác, hay nguyên mẫu, của Shiki. Cô giải thích rằng mình có nguồn gốc từ hư vô, và bằng một cách nào đó có liên hệ với Spiral of Origin (tạm dịch: vòng xoắn ốc cội nguồn). Bởi sự trống rỗng của mình, cô không hề muốn bất cứ tương tác nào với thế giới, nên đã tạo ra 2 nhân cách SHIKI và Shiki. Cô còn giải thích rằng chính cô là lý do mà Shiki vẫn còn sát khí, không phải SHIKI. Sau đó, cô hỏi về mong muốn của Mikiya (hàm ý, chữa lành vết thương do Shirazumi gây ra), bởi cô có thể thực hiện điều ước ấy nhờ mối liên kết với Spiral of Origin, nhưng cậu lại không hề mong muốn điều gì hết. Cậu bằng lòng với chính mình và không mong ước trở nên đặc biệt. Họ nói về cuộc đời con người và linh hồn, và cô nói rằng mình sẽ "ngủ", có thể là mãi mãi. Tuy nhiên, lúc chia tay, cô nói rằng suy nghĩ như vậy thật "ngớ ngẩn" bởi cô biết họ sẽ gặp lại nhau vào ngày hôm sau. Mikiya, lúc này đứng một mình, quay về nhà. |                                                       |                |                            |
| Phim ngắn | "Mirai Fukuin – Extra Chorus" (未来福音 EXTRA CHORUS) | Tomonori Sudou | ngày 28 tháng 9 năm 2013   |
| Timeline: năm 1998 Các truyện bên lề. Chuyển thể từ manga của Takashi Takeuchi. Công chiếu và phát hành kèm với Future Gospel. |                                                       |                |                            |

#### Các ca khúc chính trong phim
Các ca khúc chính trong phim đều do Kalafina thể hiện, một dự án của Kajiura Yuki. Trừ ca khúc chính trong Mirai Fukuin, các ca khúc còn lại đều được phát hành trong album Seventh Heaven của nhóm.
- Fukan Fūkei (俯瞰風景?)
  - "Oblivious"
- Satsujin Kōsatsu (Zen) (殺人考察(前)?)
  - "Kimi ga hikari ni kaete iku" (君が光に変えて行く?)
- Tsūkaku Zanryū (痛覚残留?)
  - "Kizuato" (傷跡?)
- Garan no Dō (伽藍の洞?)
  - "Aria"
- Mujun Rasen (矛盾螺旋?)
  - "Sprinter"
- Bōkyaku Rokuon (忘却録音?)
  - "Fairytale"
- Satsujin Kōsatsu (Go) (殺人考察(後)?)
  - "Seventh Heaven"
- Mirai Fukuin – Extra Chorus (未来福音 Extra Chorus?)
  - "dolce"
- Mirai Fukuin (未来福音?)
  - "Alleluia"

### Manga
- Kara no Kyōkai the Garden of sinners, Sphere Tenku (15 tháng 9 năm 2010 – nay), phát hành trên tạp chí trực tuyến tiếng Nhật Saizensen